# 11 listopada (film)
11 listopada – polski film fabularny w reżyserii Kamila Kulczyckiego i Urszuli Szałaty. Scenariusz oparty został na wydarzeniach historycznych rozgrywających się od sierpnia do listopada 1939 roku w podwarszawskiej miejscowości Zielonka oraz częściowo w Warszawie. Pierwszy oficjalny pokaz filmu odbył się 9 listopada 2008 w kinie Wisła w Warszawie. Rok później film ukazał się na płycie DVD, a 11 listopada 2011 miał swoją premierę telewizyjną.
Za realizację filmu Kamil Kulczycki oraz Urszula Szałata otrzymali w 2008 roku nagrodę Towarzystwa Przyjaciół Zielonki w kategorii "Wydarzenie Roku 2008".

## Twórcy filmu
- reżyseria – Kamil Kulczycki, Urszula Szałata
- scenariusz – Kamil Kulczycki, Urszula Szałata
- zdjęcia – Kamil Kulczycki
- muzyka – Piotr Dębski
- montaż – Kamil Kulczycki, Maciej Kot
- kostiumy i scenografia – Urszula Szałata
- producent wykonawczy – Hieronim Kulczycki

## Obsada
- Maciej Skowronek jako Jan Rudzki
- Artur Jarząbek jako Kazimierz Stawiarski
- Mariusz Domagała jako Stanisław Golcz
- Bartosz Kulikowski jako Zbigniew Dymek
- Paweł Marczuk jako Józef Wyrzykowski
- Sławomir Koc jako Józef Kulczycki
- Marcin Bytniewski jako Wdzięczkowski

## Opis fabuły
Akcja dzieje się w podwarszawskiej miejscowości Zielonka na krótko przed wybuchem II wojny światowej, a także już podczas okupacji. Film przedstawia historię kilku zielonkowskich harcerzy, którzy chcąc uczcić Święto Niepodległości, wywieszają patriotyczne plakaty z Rotą Marii Konopnickiej. Zostają za to aresztowani i straceni przez niemieckich funkcjonariuszy w lesie niedaleko Zielonki.

## Dystrybucja
Film nie jest dostępny w sprzedaży, płyty DVD są rozprowadzane przy okazji pokazów (premiera DVD w 2009 r.). Jednym z pierwszych pokazów poza Zielonką było spotkanie w Centrum Edukacyjnym Instytutu Pamięci Narodowej. 11 listopada jest w całości dostępny do obejrzenia w internecie W 2020 roku został przemontowany na nowo i ponownie wydany na DVD przez firmę Elita Art.